# Murmania
Murmania is een geslacht van weekdieren uit de klasse van de Gastropoda (slakken).

## Soort
- Murmania antiqua Martynov, 2006